# Воронин, Всеволод Евгеньевич
Все́волод Евге́ньевич Воро́нин (род. 20 июля 1971; Москва, СССР) — российский историк, доктор исторических наук, профессор кафедры истории России Института истории и политики МПГУ, заместитель заведующего кафедрой по научной работе.

## Биография
В 1993 году окончил исторический факультет МПГУ по специальности «История» (квалификация «Учитель истории»), и с того же года преподавал на историческом факультете. В 1996 году окончил аспирантуру на кафедре истории России, а в 1997 году защитил диссертацию на соискание учёной степени кандидата исторических наук по теме «Государственная деятельность великого князя Константина Николаевича (до начала 60-х гг. XIX в.)». С 2001 года преподавал в качестве доцента.
В 2009 году Воронин защитил докторскую диссертацию «Деятельность великого князя Константина Николаевича в контексте реформирования социально-политического строя России (60-е — 70-е гг. XIX в.)». В той диссертации им впервые были проанализированы «примирительная политика» великого князя Константина Николаевича на его посту варшавского наместника и попытка возрождения автономного устройства Царства Польского в 1862 году, а также замыслы Константина Николаевича по созданию «консервативной партии» в середине 60-х — первой половине 70-х годов XIX века, история политического противостояния, его попытка создать «оппозицию Его величества» в первые годы царствования Александра III.
Воронин читает лекции и проводит семинарские занятия по базовым курсам «История России» и «История Москвы» с древнейших времён до 1917 года и по специальным — «История повседневности дореволюционной России» и «Военная история». Являясь организатором и редактором сборника материалов ежегодной международной конференции молодых учёных «Ключевские чтения», проводит организационно-воспитательную работу со студентами.